# Betriebliches Vorschlagswesen

Dankurkunde der Deutschen Bundespost

Das betriebliche Vorschlagswesen (BVW) auch „Verbesserungsvorschlagswesen“ (abgekürzt: VV-Wesen) ist ein partizipatives (mitarbeitereinbeziehendes) Optimierungssystem mit dem Ziel, das Ideenpotenzial aller Mitarbeiter (nicht nur das der Manager und Experten) in einer Organisation zu nutzen. Es handelt sich um einen Teil des Ideenmanagements. Im Rahmen des betrieblichen Vorschlagswesens können Mitarbeiter Verbesserungsvorschläge einreichen und erhalten unter bestimmten Voraussetzungen einen Teil der dadurch erzielten Einsparungen als Prämie ausgeschüttet.

## Geschichte

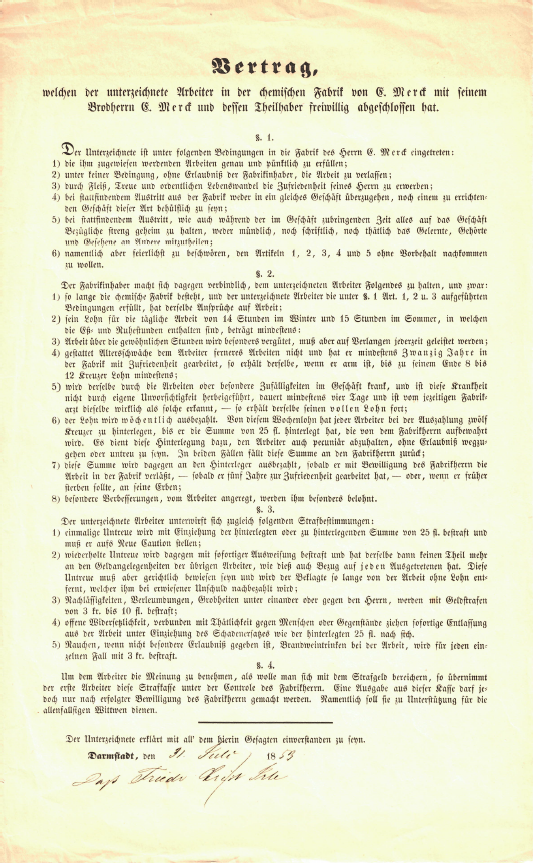
Arbeitsvertrag der chemischen Fabrik E. Merck vom 31. Juli 1853

Die erste bekannte urkundliche Erwähnung der Prämierung von Verbesserungsvorschlägen in Deutschland stammt aus dem Jahr 1853. In einem Arbeitsvertrag der chemischen Fabrik Merck in Darmstadt heißt es in § 2, Absatz 8: „besondere Verbesserungen, vom Arbeiter angeregt, werden ihm besonders belohnt.“

Bei Alfred Krupp wurde das betriebliche Vorschlagswesen im sogenannten Generalregulativ von 1872 erwähnt. Dort wurden in 72 Paragrafen die Grundsätze der Geschäftsführung und der Unternehmensorganisation beschrieben. Im § 13 wies die Unternehmensleitung darauf hin, Verbesserungsvorschläge seitens der Belegschaft stets dankbar entgegenzunehmen.

„Anregungen und Vorschläge zu Verbesserungen, auf solche abzielende Neuerungen, Erweiterungen, Vorstellungen über und Bedenken gegen die Zweckmäßigkeit getroffener Anordnungen sind aus allen Kreisen der Mitarbeiter dankbar entgegen zu nehmen und durch Vermittelung des nächsten Vorgesetzten an die Procura zu befördern, damit diese ihre Prüfung veranlasse. Eine Abweisung der gemachten Vorschläge ohne eine vorangegangene Prüfung derselben soll nicht stattfinden, wohingegen denn auch erwartet werden muss, dass eine erfolgte Ablehnung dem Betreffenden, auch wenn ihm ausnahmsweise nicht alle Gründe dafür mitgetheilt werden können, genüge und ihm keineswegs Grund zur Empfindlichkeit und Beschwerde gebe. Die Wiederaufnahme eines schon abgelehnten Vorschlages unter veränderten tatsächlichen Verhältnissen oder in verbesserter Gestalt ist selbstredend nicht nur zulässig, sondern empfehlenswert.“

Als Nächstes führten u. a. Heinrich Lanz (vor 1895), AEG (vor 1901), Borsig (1902), Heinrich Freese (1903), Carl Zeiss (1904), Bayer (1909), Siemens-Schuckert (vor 1910) und Günther Wagner (vor 1914) ein Vorschlagswesen ein. Der Luftfahrtpionier Ernst Heinkel gründete 1930 in seinem Flugzeugwerk in Warnemünde ein BVW. Während die Verbesserungsvorschläge ursprünglich, wie auch im Generalregulativ von Krupp beschrieben, auf dem normalen Dienstweg zur Geschäftsleitung gelangten, bürgerten sich spätestens seit Borsig spezielle BVW-Briefkästen und eine BVW-Kommission ein.
Im Dritten Reich wurde das BVW nach Beginn des Zweiten Weltkriegs vom Amt für Leistungsertüchtigung, Berufserziehung und Betriebsführung der Deutschen Arbeitsfront (DAF) stark forciert, um Arbeitskräfte, Material und Energie einzusparen und so jede erdenkliche Chance zu nutzen, den Krieg zu gewinnen. Die Anzahl von Firmen, die ein BVW hatten, stieg von rund 50 im Jahr 1939 auf über 30.000 im Jahr 1943. Die DAF stellte Lehrmittel, Formulare und Werbemittel zur Verfügung, ermöglichte auf Reichs- und Gauebene in Arbeitsgemeinschaften den Erfahrungsaustausch und organisierte in den kriegswichtigen Betrieben den überbetrieblichen Austausch von Verbesserungsvorschlägen. Trotz des in der Kriegswirtschaft geltenden Lohnstopps durften Prämien bis zu 500 RM (entspräche beim damaligen Stundenlohn von 80 Rpf heute weit über 10.000 EUR) ohne die Genehmigung der Reichs- und Sondertreuhänder der Arbeit ausbezahlt werden. 1943 wurden durch Verbesserungsvorschläge 80 Millionen Arbeitszeitstunden eingespart, was 40.000 Arbeitskräften entsprach. Die Verfahrensweise bei der Abwicklung von Verbesserungsvorschlägen wurde nicht von der DAF vorgegeben. Die lediglich empfohlenen Abläufe waren fast völlig identisch mit denen, die mit Briefkästen und Kommission teilweise noch heute angewandt werden.
Nach dem Zweiten Weltkrieg schrumpfte in der Bundesrepublik die Anzahl von Betrieben mit BVW wieder stark zusammen. 1962 beteiligten sich lediglich 99 Firmen an einer statistischen Umfrage. In der DDR hingegen wurde das BVW unter staatlicher Kontrolle als Neuererwesen mit ähnlichem Eifer propagiert, wie zuvor im Dritten Reich, allerdings verbunden mit detaillierten Durchführungsrichtlinien und Zielvorgaben.
Das BVW erwies sich bisher immun gegen den Aufruf, es durch ein Verbesserungssystem mit moderierter Ideenfindung (KVP) zu ersetzen oder gänzlich abzuschaffen. Für letzteres setzt sich insbesondere Reinhard Sprenger seit 1993 vergeblich ein.

## Ziele des betrieblichen Vorschlagswesens
Die Ziele des BVW kann man gliedern in
- Ökonomische Ziele
  - Produktoptimierung
  - Prozessoptimierung
- Nichtökonomische Ziele
  - Stärkung der Motivation und Entwicklung der Mitarbeiter
  - Erhöhung der Identifikation mit dem Unternehmen
  - Steigerung sozialer Kompetenzen

## Einzelne Aspekte des betrieblichen Vorschlagswesens
Eine Reihe von Einzelaspekten bestimmen den Erfolg eines BVW:
- Unternehmenskultur: Voraussetzung für ein erfolgreiches BVW ist eine Unternehmenskultur, die Verbesserungen fordert und zulässt.
- Gegenseitige Ergänzung mit Wissensmanagement und Qualitätsmanagement.
- Unbürokratische schnelle Umsetzung der Vorschläge.
- Hohe Transparenz und faire Prämiengestaltung.

Verbesserungen müssen keinen errechenbaren Nutzen haben, um durchgeführt und prämiert zu werden. Bei der Prämierung von Vorschlägen ohne errechenbaren Nutzen wird der Nutzen üblicherweise über Bewertungstabellen geschätzt, die beispielsweise die Häufigkeit der Anwendbarkeit oder den Grad der Verbesserung zu erfassen versuchen.
In der Praxis werden sowohl Sachprämien (manchmal auch Incentives genannt), als auch Geldprämien eingesetzt.
Die Leistungsfähigkeit eines BVW kann anhand folgender Benchmarking-Kennzahlen beurteilt werden:
- Vorschlagsquote (Eingereichte Verbesserungsvorschläge pro Mitarbeiter und Jahr) in Stück
- Beteiligungsquote (Anteil der Mitarbeiter, die Verbesserungsvorschläge einreichen) in Prozent
- Wirtschaftlicher Nutzen pro Verbesserungsvorschlag in EUR
- Nutzenquote (Wirtschaftlicher Nutzen pro Mitarbeiter) in EUR
- Umsetzungsanteil (Anteil der verwerteten Verbesserungsvorschläge) in Prozent
- Durchlaufzeit (Zeit von Verbesserungsvorschlagseingang bis -abschluss) in Tagen

## Wirtschaftliche Bedeutung des betrieblichen Vorschlagswesens
Für das Jahr 2005 führte das damalige Deutsche Institut für Betriebswirtschaft eine bundesweite Umfrage durch, an der sich 306 Unternehmen und öffentliche Körperschaften aus 18 Branchen beteiligten. Von den 2,04 Millionen Beschäftigten in diesen Unternehmen wurden 1.294.580 Verbesserungsvorschläge eingereicht. Sie erhielten Prämien in Höhe von 159 Millionen € für ihre Vorschläge. Der Prämiendurchschnitt je prämiertem Verbesserungsvorschlag betrug 199 €. Der Beteiligungsgrad lag bei 63,5 Verbesserungsvorschlägen pro 100 Beschäftigte. Die höchste Beteiligung gab es in der Autozulieferindustrie (243 %), die niedrigste bei den Krankenhäusern (4 %).
Der errechenbare Nutzen aus Verbesserungsvorschlägen betrug 1,4 Milliarden Euro. Ein Großteil (70 %) des Nutzens kam aus der Industrie (998.067.402 €) und 30 % aus der Nicht-Industrie (425.384.506 €). Zusätzlich zu dem errechenbaren Nutzen wurde in dieser Statistik auch ein geschätzter, nicht errechenbarer Nutzen in Höhe von 170 Millionen € ausgewiesen, der u. a. dazu beitrug
- Unfälle zu vermeiden
- Risiken zu minimieren
- Funktionssicherheit zu erhöhen
- Sicherheit für Personen und Sachen zu verbessern
- Umweltschutz zu aktivieren und zu verbessern
- Verwaltungsarbeit zu rationalisieren

Der Gesamtnutzen der Verbesserungsvorschläge in den 306 Unternehmen und öffentlichen Körperschaften, die an dieser Statistik für das Jahr 2005 teilnahmen, betrug 1,589 Milliarden €, also 1.227 € pro eingereichtem Verbesserungsvorschlag und 779 € pro Mitarbeiter.

## Rechtliche Aspekte

### Rechtlicher Anspruch auf eine Prämie
Vom Arbeitgeber verwertete Verbesserungsvorschläge muss dieser laut einem Urteil des Bundesarbeitsgerichts prämieren, sofern der Arbeitnehmer eine Sonderleistung erbracht hat. Eine Sonderleistung liegt laut diesem Urteil vor, wenn der Vorschlag über die im Rahmen des Arbeitsvertrags geschuldete und bereits mit dem Arbeitsentgelt abgegoltene Arbeitsleistung hinausgeht. Ob im konkreten Fall eine Sonderleistung vorliegt, kann anhand relativ einfacher Kriterien entschieden werden.
Wie die Höhe der Prämie bestimmt wird, ergibt sich normalerweise aus der Betriebsvereinbarung bzw. Dienstvereinbarung des jeweiligen Unternehmens. Bei Verbesserungsvorschlägen, deren Nutzen mit betriebswirtschaftlichen Verfahren errechnet werden kann, beträgt die Prämie üblicherweise einen bestimmten Prozentsatz des errechneten Erstjahresnutzens, der in den meisten Unternehmen zwischen 15 und 25 % liegt. Bei den übrigen Vorschlägen wird üblicherweise der Nutzen geschätzt, wobei häufig firmenspezifische Entscheidungstabellen (z. B. nach Grad der Verbesserung, Anwendungshäufigkeit) eingesetzt werden.

### Mitbestimmung durch Betriebsrat und Personalrat
Die Grundsätze des Betrieblichen Vorschlagswesens unterliegen in der Privatwirtschaft der Mitbestimmung durch den Betriebsrat.  Im Öffentlichen Dienst ist die Mitbestimmung des Personalrats im Bundespersonalvertretungsgesetz sowie in den Personalvertretungsgesetzen der meisten Bundesländer auf die Grundsätze über die Bewertung von anerkannten Vorschlägen im Rahmen des betrieblichen Vorschlagswesen beschränkt. Nur in den Personalvertretungsgesetzen von zwei Bundesländern ist die Mitbestimmung ebenso weitgehend geregelt, wie im Betriebsverfassungsgesetz.
Die gesetzlich vorgeschriebene Mitbestimmung bezieht sich immer nur auf die Grundsätze im Sinne von Spielregeln, nicht aber auf die Entscheidung über einen einzelnen Verbesserungsvorschlag.

### Verbesserungsvorschläge gemäß Arbeitnehmererfindungsgesetz
Im Arbeitnehmererfindungsgesetz findet man den Begriff des Technischen Verbesserungsvorschlags (§ 3 ArbnErfG). Sofern ein technischer Verbesserungsvorschlag dem Arbeitgeber eine ähnliche Vorzugsstellung gewährt, wie ein gewerbliches Schutzrecht, soll dieser nach den Bestimmungen des Arbeitnehmererfindungsgesetzes wie eine Erfindung vergütet werden (§ 20 ArbnErfG). Ein solcher Qualifizierter technischer Verbesserungsvorschlag muss einerseits etwas sein, was nicht patent- oder gebrauchsmusterfähig ist. Andererseits muss er unnachahmbar sein und dem nutzenden Arbeitgeber eine ähnlich monopolartige Stellung gewähren, wie ein Patent oder Gebrauchsmuster. Hierbei handelt es sich um ein juristisches Gedankenspiel, das in der betrieblichen Wirklichkeit so gut wie keine praktische Bedeutung hat.

### Einkommensteuer und Sozialversicherungsbeiträge
Prämien für Verbesserungsvorschläge, die einem Arbeitnehmer aus seinem Dienstverhältnis zufließen, gehören zu den Einkünften aus nichtselbständiger Arbeit (§ 19 EStG).
Für die Prämien sind auch Beiträge für die Kranken-, Renten- und Arbeitslosenversicherung abzuführen.

### Neuererverordnung der DDR
In der Deutschen Demokratischen Republik (DDR) genoss das Vorschlagswesen unter dem Namen Neuererwesen einen hohen Stellenwert und wurde letztmals in der Neuererverordnung aus dem Jahr 1971 geregelt.